# Кастелучо, Клаудио

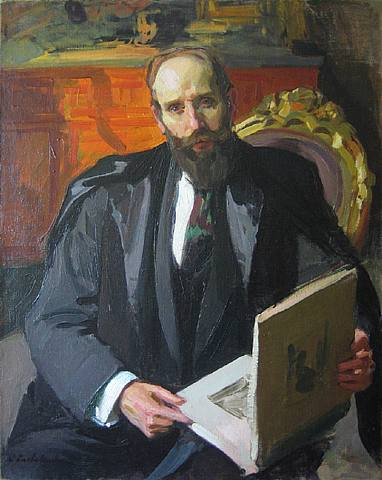
Автопортрет Любитель искусства (1907)

Клаудио Кастелучо, полное имя Клаудио Кастелучо Диана (исп. Claudio Castelucho, 5 июля 1870, Барселона — 31 октября 1927, Париж) — испанский художник и скульптор.

## Биография
Клудио Кастелучо родился в Барселоне. Его отец, Антонио Кастелучо и Вендрелл (1838-1910), был сценографом. Клаудио получил первые уроки от него. Начал участвовать в выставках, когда он едва стал подростком. В 1892 году, после недолгого обучения в Школе изящных искусств Барселоны, он переехал в Париж со своей семьей. С 1905 года он — преподаватель в парижской художественной академии Академии Гранд-Шомьер. Пользовался широкой популярностью среди своих учеников, среди которых были Элис Пайк Барни, Жак Камю, Эдита Клипштейн, Берта Цюрихер и другие.

## Избранные работы

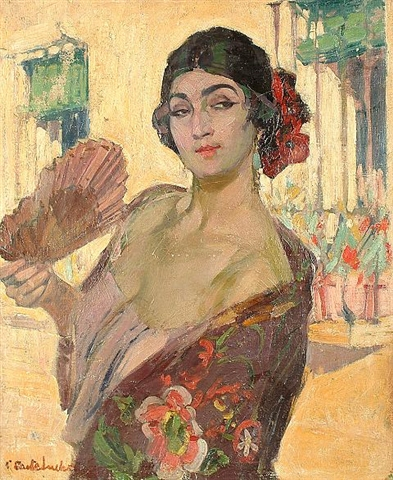
Танцовщица фламенко, 1905
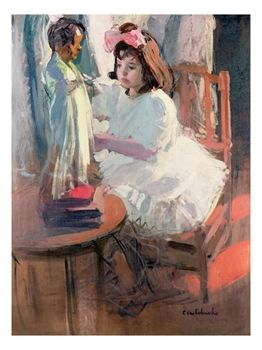
Кукла наряжается, 1905
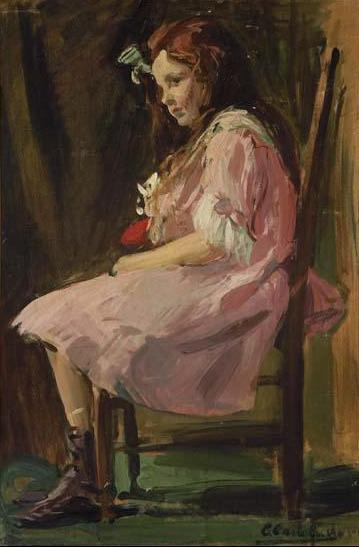
Óleo sobre lienzo firmado